# 6117 Brevardastro
6117 Brevardastro eller 1985 CZ1 är en asteroid i huvudbältet som upptäcktes den 12 februari 1985 av den belgiske astronomen Henri Debehogne vid La Silla-observatoriet. Den är uppkallad efter Brevard Astronomical Society.
Asteroiden har en diameter på ungefär 5 kilometer och den tillhör asteroidgruppen Vesta.